# Живородки
Живоро́дки, лужанки (лат. Viviparidae) — семейство пресноводных брюхоногих моллюсков подкласса переднежаберных.
Отверстие раковины закрывается крышечкой, что даёт живородкам возможность переживать неблагоприятные условия. Молодняк у живородок развивается в теле матери и выходит уже вполне сформированной, отсюда и название рода. Живородки широко распространены в стоячих и проточных водоёмах, чаще всего холодных. Моллюски можно содержать в аквариуме даже при температуре 20—25 °C.

## Внешний вид
Раковина высотой до 45 мм, шириной до 30 мм, округлая, с конусовидной верхушкой, 5—6 спиралей, с крышкой, зелёная или коричневая. Маленькие, полностью сформировавшиеся моллюски первые дни находятся в прозрачной оболочке.

## Распределение
Это семейство встречается в умеренных и тропических регионах почти во всем мире, за исключением Южной Америки.
В Африке известны два рода живородок: Bellamya и Neothauma.

## Размножение
Лужанки — раздельнополые животные. Внешне самцов можно отличить от самок по головным щупальцам: у самок они одинаковой толщины, у самцов правое сильно расширено и играет роль копулятивного органа (Жадин В. И., 1952). Латинское название Viviparus — живородка — указывает на то, что она рождает живых детёнышей, вынашивая икру и молодняк в своем теле, чем и отличается от других пресноводных брюхоногих. Молодые лужанки не похожи на взрослых не только по размерам, но и по форме раковины. Последняя представляется как бы гранёной и покрыта жесткими щетинками, которые впоследствии отпадают.

## Питание
Питаются лужанки различными растительными остатками, которые находят на дне водоемов. Кроме этого они могут соскабливать налет с поверхности водных растений и других подводных субстратов.
Для формирования панциря нуждаются в богатых кальцием кормах, таких как яичная скорлупа, природный мел.